# Ambroise-Dydime Lépine

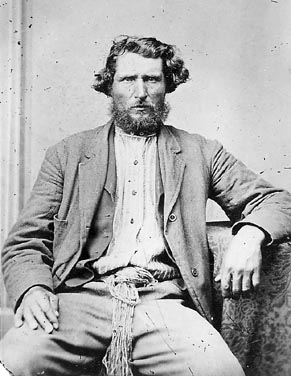
Ambroise-Dydime Lépine

Ambrosio-Dydime Lépine (1840 – 1923) fue una personalidad política métis, que actuó junto a Louis Riel durante la Rebelión del río Rojo de 1869/1870.

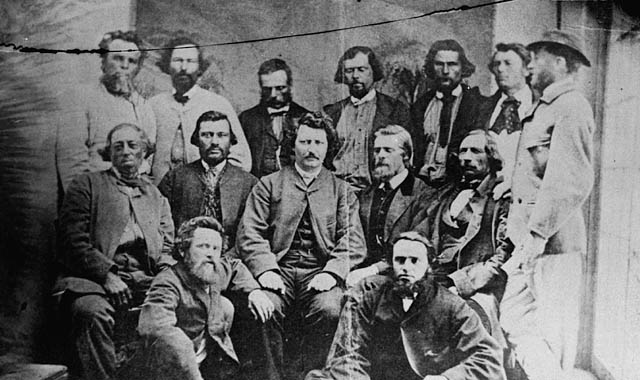
El ejecutivo provisional métis (Riel al centro y Lépine arriba de tercero de derecha a izquierda).

Ambrosio-Dydime Lépine nació en Santo-Boniface el 18 de marzo de 1840.
En 1869 Lépine encuentra el jefe métis Louis Riel en plena confrontación con las autoridades canadienses. Unificando los rangos de los métis.
Desde el 7 de diciembre de 1869 es capturado con sus hombres parte de los soldados canadienses ingleses en garnison.
El  de  de  el ejecutivo provisional de Riel lo nombra general a cargo de devolver la justicia. Algunas semanas más tarde, Lépine es elegido para representar a Santo-Boniface en el congreso de 40 delegados del asentamiento. Es nombrado luego jefe del consejo militar, un subcomité de este congreso.
Durante la revuelta de la Nación métis francófona de Manitoba, el jefe de la insurrección popular, Louis Riel, y su aliado, Ambrosio-Dydime Lépine, intentan de tomar el Fuerte Garry. Fracasan pero después toman como prisionero a uno de los responsables, Thomas Scott, y sus hombres de garnison. Durante un proceso, Thomas Scott, militante de la Orden de orange, es condenado a muerte. El gobernador general Lord Dufferin solicita a Louis Riel de perdonar a Scott, pero Riel rechaza y Scott es ejecutado finalmente el 4 de febrero de 1870.
La reacción de las tropas canadienses del Ontario británico no se hace  esperar, y ambos hombres tienen que refugiarse en Estados Unidos.
En octubre de 1871 Lépine vuelve al Manitoba y resulta electo jefe de la guardia de Santo-Boniface que tiene como labor proteger las comunidades francófonas del río Rojo.
En 1873 fue denunciado por estar implicado en la muerte de Thomas Scott. Su arresto enfureció a los franco-manitobianos. Su juicio fue pospuesto, culminando finalmente en 1874 con una sentencia de muerte en la horca. Debido a esta sentencia, los ministros francófonos de Canadá amenazaron con dimitir, presionando al primer ministro de Canadá, Alexander Mackenzie, para declarar al gobernador de la provincia de Manitoba, Lord Dufferin, la amnistía de los condenados ( 1875 ).
En 1878 Lépine fue elegido vicepresidente de la Société Saint-Jean-Baptiste .
En 1908, tras la muerte de su esposa, se mudó con uno de sus hijos a Saskatchewan .
Muere en en el Hospital Saint-Boniface, a la edad de 83 años. Se encuentra enterrado en el cementerio de la catedral de Saint-Boniface junto a la tumba de Louis Riel.